# Международная студенческая олимпиада по программированию
Международная студенческая олимпиада по программированию (в английском принято сокращение ICPC, до 2017 — ACM ICPC), называемая также Студенческим командным чемпионатом мира по программированию ICPC — крупнейшая студенческая командная олимпиада по программированию.

## История
Студенческий командный чемпионат мира по программированию ICPC уходит своими корнями в соревнование, проводившееся в Техасском университете в 1970. Свой нынешний облик чемпионат принял в 1977 году, когда первый финал был проведён в рамках ежегодной конференции ACM по информатике, и с тех пор проводится ежегодно.
До 2017 года чемпионат проводился под эгидой ассоциации вычислительной техники (ACM). Начиная с 1989 года, организацией соревнований занимается университет Бэйлора. В разное время спонсорами соревнований становились такие компании, как Apple, AT&T и Microsoft, c 1997 по 2017 год генеральным спонсором являлась компания IBM, начиная с 2018 года глобальным спонсором средств программирования является компания JetBrains.
В России одним из основателей студенческих соревнований по программированию являлся Панкратьев Евгений Васильевич.
Россия, Азербайджан, Армения, Белоруссия, Грузия, Казахстан, Кыргызстан, Узбекистан составляют Северный Евразийский регион, ежегодно делегирующий на финальный турнир свои лучшие команды. Квота региона по числу команд с 2009 до 2013 года ежегодно увеличивалась: в 2009 году на финал было отправлено 11 команд, в 2010 — 12 команд, в 2011 — 13 команд, в 2012 — 16 команд, в 2013 — 19 команд, в 2014 — 17 команд. Страны Балтии покинули Северо-Восточный Европейский полуфинальный регион: Эстония — в 2018 году, Литва и Латвия — в 2020 году.

## Правила
Олимпиада — командное соревнование. Каждая команда состоит из трёх студентов. К участию допускаются студенты высших учебных заведений, а также аспиранты первого года обучения. Студенты, дважды участвовавшие в финальной стадии олимпиады, или пятикратно принимавшие участие в региональном отборе, не допускаются к участию. Есть ограничение по возрасту: участники старше 24 лет не допускаются.
Тур олимпиады происходит следующим образом: каждой команде выдаётся компьютер и от восьми до двенадцати задач, условия которых написаны на английском языке, на пять часов. Команды пишут решения на языках программирования C, C++, Java, Python или Kotlin набирая и компилируя программы, используя Ubuntu 18.04. LTS (2018 год) , и посылают их на тестирующий сервер. Во время некоторых региональных туров набор языков может быть изменён. Так, например, при проведении четвертьфинала по северо-восточному региону участникам доступен Паскаль. Программы тестируются на большом количестве различных входных тестов, неизвестных участникам. Если программа выдала неправильный ответ или не уложилась в ограничения по времени или памяти, то пославшая её команда получает об этом сообщение и может послать исправленную версию. Задача считается решённой, если программа выдала правильные ответы на всех тестах. В отличие от других олимпиад, частичные решения не учитываются.
Побеждает команда, решившая правильно наибольшее число задач. Если несколько команд решают одинаковое количество задач, то их положение в рейтинге определяется штрафным временем. Изначально штрафное время каждой команды равно нулю. За каждую правильно сданную задачу к штрафному времени команды прибавляют время, прошедшее с начала соревнования до момента сдачи задачи. Кроме того, если зачтённой попытке предшествовало несколько неудачных попыток сдать ту же задачу, то за каждую из них к штрафному времени прибавляют двадцать минут. За неудачные попытки сдать задачу, которую команде в итоге так и не удалось решить, штрафного времени не начисляется.
От других олимпиад по информатике эта олимпиада отличается повышенным количеством задач, на которые отводится сравнительно небольшое время. Учитывая, что в распоряжении каждой команды находится только один компьютер, навыки эффективной и слаженной командной работы выходят на первый план.
Многие университеты проводят свои олимпиады используя формат ICPC, поскольку данный формат может считаться одним из самых удачных.

## Этапы
Олимпиада проводится на нескольких уровнях. Многие университеты проводят внутренние соревнования, чтобы определить своих представителей на региональном уровне. Затем проводятся региональные олимпиады, победители которых отправляются на финальный этап мирового первенства. В региональных соревнованиях один университет может быть представлен несколькими командами, но на финал может отправиться только одна команда от университета.

## Победители ICPC
Чемпионами мира с 1977 года становились:
| Год    | Место проведения        | Победитель                                  | Состав команды | Тренер                          |
| ------ | ----------------------- | ------------------------------------------- | --- | ------------------------------- |
| 2024   | Астана, Казахстан       | Пекинский университет                       | Ван Вэйчэн (Wang Weicheng), Ван Сянвэнь (Wang Xiangwen), Сю Аньи (Xu Anyi)                                                                          | Луо Гоцзе (Luo Guojie)          |
| 2023** | Луксор, Египет          | Высшая школа экономики                      | Фёдор Ромашов, Кирилл Кудряшов, Александр Бабин | Михаил Густокашин               |
| 2022** | Луксор, Египет          | Пекинский университет                       | Линью Цзян (Lingyu Jiang), Чжипэн Ван (Zhanpeng Wang), Юйсян Луо (Yuxiang Luo)                                                                      | Цинь цзянь Чжан (Qinjian Zhang) |
| 2021*  | Бангладеш, Дакка        | Массачусетский технологический институт     | Джерри Мао (Jerry Mao), Минъян Дэн (Mingyang Deng), Сяо Мао (Xiao Mao)                                                                              | Се Цзинь (Ce Jin)               |
| 2020   | Россия, Москва          | ННГУ                                        | Алексей Данилюк, Николай Калинин, Валерия Рябчикова                                                                                                 | Алексей Шмелев                  |
| 2019   | Португалия, Порту       | МГУ                                         | Михаил Ипатов, Владислав Макеев, Григорий Резников                                                                                                  | Елена Андреева                  |
| 2018   | Китай, Пекин            | МГУ                                         | Михаил Ипатов, Владислав Макеев, Григорий Резников                                                                                                  | Елена Андреева                  |
| 2017   | США, Рапид-Сити         | Университет ИТМО                            | Иван Белоногов, Илья Збань, Владимир Смыкалов | Андрей Станкевич                |
| 2016   | Таиланд, Пхукет         | СПбГУ                                       | Станислав Ершов, Алексей Гордеев, Игорь Пышкин | Андрей Лопатин                  |
| 2015   | Марокко, Марракеш       | Университет ИТМО                            | Геннадий Короткевич, Борис Минаев, Артём Васильев                                                                                                   | Андрей Станкевич                |
| 2014   | Россия, Екатеринбург    | СПбГУ                                       | Дмитрий Егоров, Павел Кунявский, Егор Суворов | Андрей Лопатин                  |
| 2013   | Россия, Санкт-Петербург | Университет ИТМО                            | Михаил Кевер, Геннадий Короткевич, Нияз Нигматуллин                                                                                                 | Андрей Станкевич                |
| 2012   | Польша, Варшава         | Университет ИТМО                            | Евгений Капун, Михаил Кевер, Нияз Нигматуллин | Андрей Станкевич                |
| 2011   | США, Орландо            | Чжэцзянский университет                     | Мо Луи (Luyi Mo), Оуян Цзялинь (Jialin Ouyang), У Цзэцзюнь (Zejun Wu)                                                                               | Ван Цань (Can Wang)             |
| 2010   | Китай, Харбин           | Шанхайский университет транспорта (Цзяотун) | Цзинь Бинь (Bin Jin), У Чжоцзе (Zhuojie Wu), Чжэн Чжао (Zhao Zheng)                                                                                 | Юй Юн (Yong Yu)                 |
| 2009   | Швеция, Стокгольм       | Университет ИТМО                            | Владислав Исенбаев, Максим Буздалов, Евгений Капун                                                                                                  | Андрей Станкевич                |
| 2008   | Канада, Банфф           | Университет ИТМО                            | Дмитрий Абдрашитов, Дмитрий Паращенко, Фёдор Царёв                                                                                                  | Андрей Станкевич                |
| 2007   | Япония, Токио           | Варшавский университет                      | Филип Вольски (Filip Wolski), Марцин Пилипчук (Marcin Pilipczuk), Марек Цыган (Marek Cygan)                                                         | Ян Мадей (Jan Madey)            |
| 2006   | США, Сан-Антонио        | Саратовский государственный университет     | Роман Алексеенков, Игорь Кулькин, Иван Романов | Михаил Мирзаянов                |
| 2005   | Китай, Шанхай           | Шанхайский университет транспорта (Цзяотун) | Дай Вэньюань (Wenyuan Dai), Чжао Шуан (Shuang Zhao), Ян Бохай (Bohai Yang)                                                                          | Юй Юн (Yong Yu)                 |
| 2004   | Чехия, Прага            | Университет ИТМО                            | Дмитрий Павлов, Павел Маврин, Сергей Оршанский | Андрей Станкевич                |
| 2003   | США, Беверли-Хиллс      | Варшавский университет                      | Томаш Чжайка (Tomasz Czajka), Кшиштоф Онак (Krzysztof Onak), Анджей Гасиница-Самек (Andrzej Gasienica-Samek)                                        | Ян Мадей (Jan Madey)            |
| 2002   | США, Гонолулу           | Шанхайский университет транспорта (Цзяотун) | Линь Чэньси (Chenxi Lin), Чжоу Цзянь (Jian Zhou), Лу Цзин (Jing Lu)                                                                                 | Юй Юн (Yong Yu)                 |
| 2001   | Канада, Ванкувер        | СПбГУ                                       | Николай Дуров, Андрей Лопатин, Виктор Петров | Дмитрий Ломов                   |
| 2000   | США, Орландо            | СПбГУ                                       | Николай Дуров, Андрей Лопатин, Олег Етеревский | Наталья Вояковская              |
| 1999   | Нидерланды, Эйндховен   | Университет Уотерлу                         | Ондрей Лхотак (Ondrej Lhotak), Вьет-Тунг Луу (Viet-Trung Luu), Дэвид Кеннеди (David Kennedy), Донни Чунг (Donny Cheung)                             | Гордон Кормак (Gordon Cormack)  |
| 1998   | США, Атланта            | Карлов университет                          | Иржи Хаек (Jiri Hajek), Павел Машек (Pavel Machek), Мартин Марес (Martin Mares)                                                                     | Павел Топфер (Pavel Töpfer)     |
| 1997   | США, Сан-Хосе           | Харви Мадд Колледж                          | Брайан Карнс (Brian Carnes), Брайан Джонсон (Brian Johnson), Кевин Уоткинс (Kevin Watkins), Доминик Маццони (Dominic Mazzoni)                       | Роберт Келлер (Robert Keller)   |
| 1996   | США, Филадельфия        | Калифорнийский университет в Беркли         | Бен Рудиак-Гулд (Ben Rudiak-Gould), Амит Сахай (Amit Sahai), Скотт МакПик (Scott McPeak)                                                            | Пол Хилфингер (Paul Hilfinger)  |
| 1995   | США, Нэшвил             | Фрайбургский университет                    | Маттиас Руль (Matthias Ruhl), Кристиан Ветцль (Christian Wetzel), Филипп Земброд (Phillip Zembrod)                                                  |                                 |
| 1994   | США, Финикс             | Университет Уотерлу                         | Сейджи Андо (Seiji Ando), Ян Голдберг (Ian Goldberg), Ка-Пин Йи (Ka-Ping Yee)                                                                       | Джо Эберген (Jo Ebergen)        |
| 1993   | США, Индианаполис       | Гарвардский университет                     | Деррик Басс (Derrick Bass), Тони Шей, Крейг Сильверстайн (Craig Silverstein)                                                                        |                                 |
| 1992   | США, Канзас-Сити        | Мельбурнский университет                    | Эндрю Конвей (Andrew Conway), Крейг Диллон (Craig Dillon), Стивен Симмонс (Stephen Simmons)                                                         |                                 |
| 1991   | США, Сан-Антонио        | Стэнфордский университет                    | Майкл Патрик Фрэнк (Michael Patrick Frank), Шон Куинлан (Sean Quinlan), Дэвид Магерман (David Magerman), Карл Уитти (Carl Witty)                    |                                 |
| 1990   | США, Вашингтон          | Университет Отаго                           | John Gee, Craig McNaughton, Paul Sharp, Bruce Warrington                                                                                            |                                 |
| 1989   | США, Луисвилл           | Калифорнийский университет в Лос-Анджелесе  | Seth Goldman, Alex Quilici, Matthew Marzbacher, Scott Turner                                                                                        |                                 |
| 1988   | США, Атланта            | Калифорнийский технологический институт     | Dave Gillespie, Adam Greenblatt, Ron Goodman, Scott Hemphill                                                                                        |                                 |
| 1987   | США, Сент-Луис          | Стэнфордский университет                    | Bob Alverson, Tomas Rokicki, Ali Tabibian, Lei Zhu                                                                                                  |                                 |
| 1986   | США, Цинциннати         | Калифорнийский технологический институт     | Steve Burns, Tim Kay, Dave Gillespie, Steve Rabin, Rajiv Gupta                                                                                      |                                 |
| 1985   | США, Новый Орлеан       | Стэнфордский университет                    | Michael Dixon, Micheal Hewett, Vivek Sarkar, Joseph Weening                                                                                         |                                 |
| 1984   | США, Филадельфия        | Университет Джонса Хопкинса                 | Michael Baldwin, Robert Strandh, John Walker, Richard Washington                                                                                    | Joseph O’Rourke                 |
| 1983   | США, Мельбурн           | Университет Небраски                        | Mark Tuttle, Thane Plambeck, David Leavitt, Paul Petersen                                                                                           |                                 |
| 1982   | США, Индианаполис       | Университет Бэйлора                         | Keith Hall, Patrick Keane, Jennifer Harmon, Terry Talley                                                                                            | Don Gaitros                     |
| 1981   | США, Сент-Луис          | Миссурийский университет                    | Кристофер Фройнд (Christopher Freund), Майкл Ричи (Michael Richey), Джеймс Симмонс (James Simmons), Кэтрин Пирон Физелер (Catherine Pyron Fieseler) |                                 |
| 1980   | США, Канзас-Сити        | Сент-Луисский университет                   | Стив Карасек (Steve Karasek), Натан Шредер (Nathan Schroeder), Майк Зайда (Mike Zyda), Дэйв Кэмп (Dave Camp)                                        |                                 |
| 1979   | США, Дэйтон             | Сент-Луисский университет                   | Стив Карасек (Steve Karasek), Натан Шредер (Nathan Schroeder), Дэвид Доти (David Doty), Дэйв Кэмп (Dave Camp)                                       |                                 |
| 1978   | США, Детройт            | Массачусетский технологический институт     | |                                 |
| 1977   | США, Атланта            | Мичиганский университет                     | |                                 |

* В связи с  пандемией COVID-19 соревнование проводилось в ноябре 2022 года.
**Финалы сезонов 2021-2022 и 2022-2023 прошли одновременно в апреле 2024 года.